# Taufbecken (Corme-Royal)

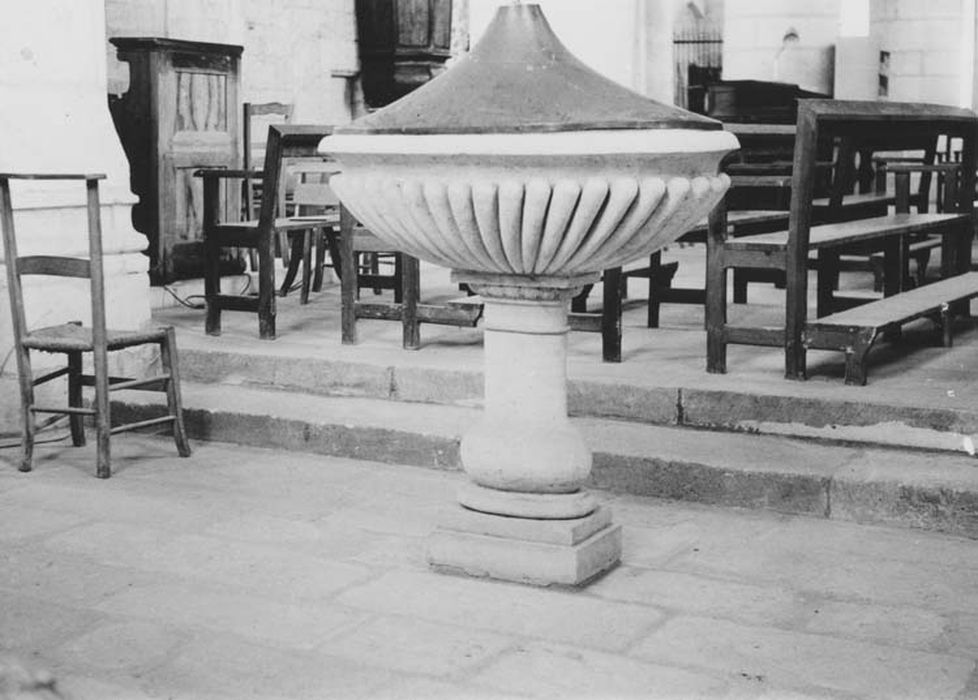
Taufbecken in Corme-Royal

Das Taufbecken in der Kirche St-Nazaire in Corme-Royal, einer französischen Gemeinde im Département Charente-Maritime der Region Nouvelle-Aquitaine, wurde im 18. Jahrhundert geschaffen. 
Das Taufbecken aus Stein und der zugehörige Deckel aus Kupfer mit einem Kreuz sind seit 1981 Monument historique in die Liste der geschützten Objekte (Base Palissy) in Frankreich aufgenommen.
Das Taufbecken besitzt einen dreistufigen Sockel, auf dem eine Säule das Becken trägt. Dieses besitzt einen überstehenden Rand und ein Relief als Dekoration.